# Mercedes-Benz SLS AMG

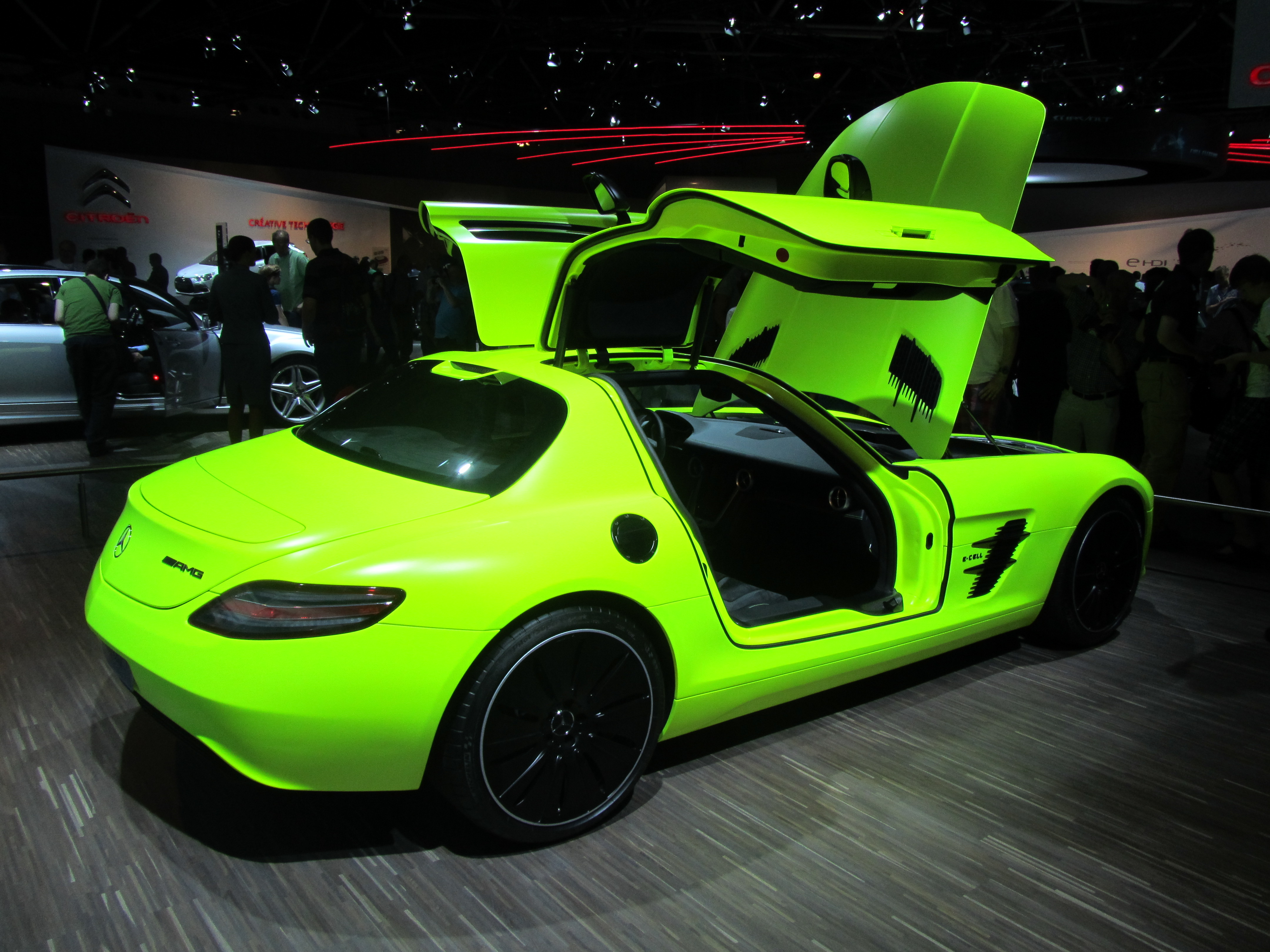
Mercedes-Benz SLS E-cell

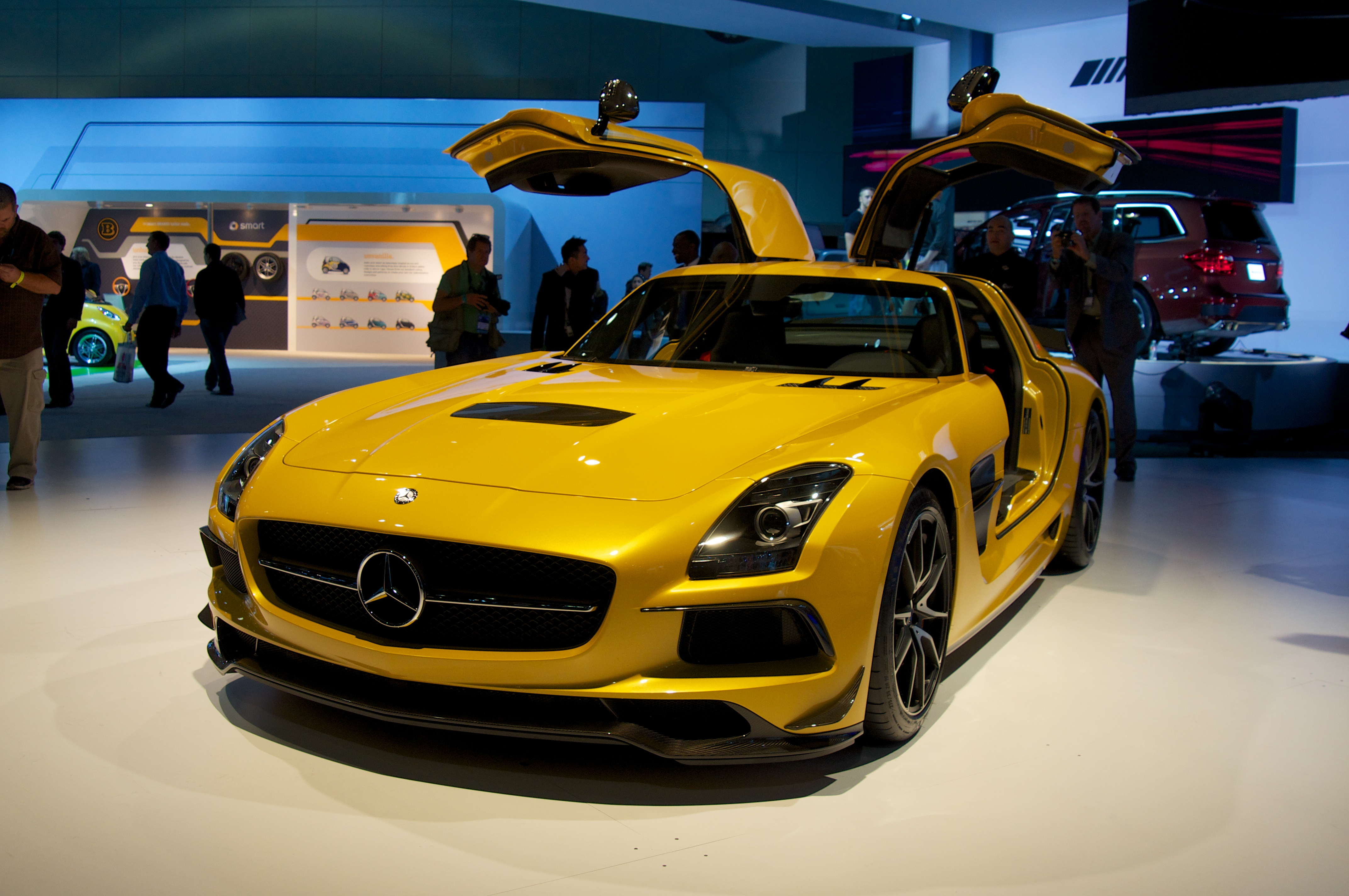
Mercedes-Benz SLS AMG Black Series

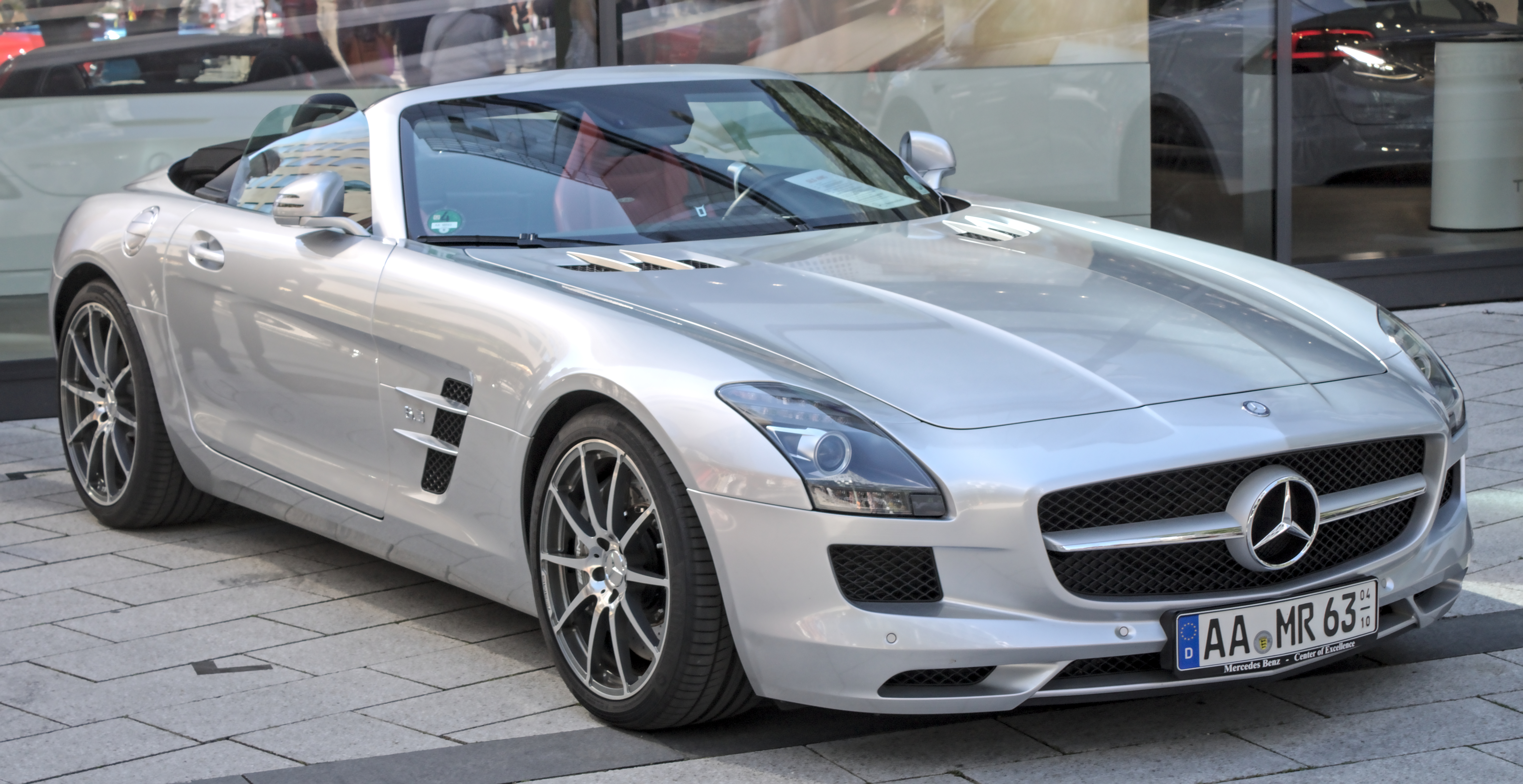
Mercedes-Benz SLS AMG Roadster

De Mercedes-Benz SLS AMG is een sportwagen van de Duitse automobielconstructeur Mercedes-Benz die van 2009 tot 2014 gebouwd is. De auto wordt aangedreven door een 6,2-liter V8 met 571 pk. De wagen wordt gezien als een reïncarnatie van de legendarische 300SL Gullwing. Beide auto's hebben een lange neus, de zitplaatsen zitten relatief ver naar achter, en beide auto's hebben vleugeldeuren. Bij de 300SL Gullwing was dit noodzaak vanwege de constructie van het frame, bij de SLS AMG is het een designelement.
De SLS AMG werd in eind 2007 voor het eerst gezien als testauto. Er werd toen gebruikgemaakt van de carrosserie van de Dodge Viper, zij het aangepast en beplakt met zwarte tape en plastic opzetstukken. In 2008 werd de auto voor het eerst met eigen koetswerk gezien. De auto werd in september 2009 op de IAA in Frankfurt geïntroduceerd.
De SLS AMG heeft binnen Mercedes-Benz de plaats ingenomen van de SLR McLaren, die in 2009 uit productie ging. Overigens heeft McLaren zelf ook een nieuwe sportwagen geïntroduceerd, de MP4-12C.
De SLS AMG maakt gebruik van de M159 motor. In de SLS levert deze 571 pk bij 6.800 tpm. Het maximumkoppel van 650 Nm wordt bereikt bij 4.750 tpm. Van 0 naar 100 km/h is gedaan na 3,8 seconden, de top van de auto is begrensd op 317 km/h. Ten behoeve van een betere gewichtsverdeling is de motor vlak achter de vooras geplaatst en de versnellingsbak samen het differentieel tussen de achterwielen; de zogeheten transaxle-opzet.

## SLS E-cell
Er bestaat nu ook een door AMG gemaakte SLS E-cell, een SLS met een 480 kW sterke elektrische motor en vierwielaandrijving. De standaard SLS AMG heeft achterwiel aandrijving. Eigenlijk heeft de E-cell vier motoren (één motor per wiel) met een totaal gewicht van 450kg. Wat ook opmerkelijk is aan de wagen is de kleur, de wagen is tot nu toe alleen nog maar getoond in neon groen/geel.

## SLS AMG Roadster
De Roadster is de open versie van de SLS AMG. Er is gekozen voor een stoffen dak dat binnen elf seconden naar beneden is geklapt. De vleugeldeuren zoals ze op de coupé-versie te vinden zijn heeft deze cabrio uiteraard niet; de deuren openen gewoon naar de zijkant. Verder heeft deze auto dezelfde 6,2-liter V8 als de coupé.

## SLS AMG Electric Drive
Mercedes-Benz presenteerde in oktober 2012 de SLS AMG Electric Drive, een elektrische versie van de SLS AMG en een doorontwikkeling van de SLS AMG E-Cell. De auto wordt aangedreven door enkel vier elektromotoren die elk 45 kilogram wegen en 185 pk leveren. Bij elkaar leveren de motoren 740 pk. De auto gaat van 0 naar 100 km/h in 3,9 seconden. Het accupakket weegt 548 kilogram en werd ontwikkeld door het Formule 1-team van Mercedes-Benz. Volgens Mercedes-Benz ligt de actieradius op 250 kilometer. De Electric Drive is in 2014 op de markt gekomen.

## SLS AMG Black Series
In 2012 lanceerde Mercedes-Benz de SLS AMG Black Series. Deze speciale versie kenmerkt zich door een lager gewicht en een hoger vermogen. De Black Series maakt gebruik van dezelfde 6,2 liter V8 als de normale SLS AMG, maar nu met 631 pk en 635 Nm. Daarnaast is het maximale toerental verhoogt van 7200 tot 8000 toeren per minuut. Om dit te bereiken heeft de motor nieuwe nokkenassen en een andere luchtinlaat gekregen en is de olie- en waterkoeling onder handen genomen. Het totaalgewicht van de Black Series is 1550 kilogram, wat 70 kilo minder is dan de SLS AMG.
Van buiten is de Black Series te herkennen aan de koolstofvezel delen. Onder andere de splitter, diffuser en sideskirts zijn van dit materiaal. Op de kofferklep is een grotere spoiler gemonteerd voor extra downforce.
De sprint van 0 naar 100 km/h duurt 3,6 seconden (0,2 seconden sneller dan de normale SLS AMG). De topsnelheid neemt met 2 km/h af naar 315 km/h.
- Gemeinsame Normdatei: 7689598-1
- Library of Congress Control Number: sh2014000229
- Nationale Bibliotheek van Israël: 987007579213505171